# Allorhynchium snelleni
Allorhynchium snelleni är en stekelart som först beskrevs av Henri Saussure 1862.  Allorhynchium snelleni ingår i släktet Allorhynchium och familjen Eumenidae.

## Underarter
Arten delas in i följande underarter:
- A. s. imitator
- A. s. javanum